# Muzio Pansa
Muzio Pansa (Penne, 2 aprile 1565 – Penne, 29 luglio 1628) è stato un medico e letterato italiano.

## Biografia
Nacque primo dei quattro figli di Alfonso, mercante, e di Zenobia Sacca.
Studiò a Penne, Amatrice, Perugia con il cardinale Costanzo Torri da Sarnano, Roma dove frequentò l'Università la Sapienza. Si laureò il 24 giugno 1587 in Filosofia e, l'anno successivo, in Medicina.
Durante gli studi compose diverse opere: le Poesie Amorose; nel 1587 un dizionario di medicina, Adnotationes Alphabeticae ex Universa Medicina Extractae; nel 1588 la commedia, La Raffaella, e l'opera in due parti in versi e prosa Delle glorie di Sisto Quinto. Tenne lezioni nell'Accademia degli Aggirati e fu rettore dell'Accademia medica detta degli Ardenti.
Nel 1588 tornò a Penne, dove cominciò a esercitare la professione medica che lo portò anche a Bucchianico, Chieti e Sulmona.
Nel 1590 pubblicò Della libreria Vaticana. Nel 1591 fondò a Penne l'Accademia degli Impensati. Nel 1596 stampò una raccolta di Rime dedicate al cardinale Odoardo Farnese. Negli anni successivi pubblicò Esequie del Catholico Re Filippo II (1599) e Oratione per la morte del Catholico Filippo Secondo Re di Spagna (1599), il trattato filosofico De osculo ethnicae. Et christianae philosophiae (1601).
Quindi si stabilì definitivamente a Penne con la moglie, Margherita De Gasparis e i sette figli (tre maschi e quattro femmine). Nel 1613 fu eletto priore della Confraternita del Rosario. Nel 1625 fece riedificare a sue spese il mausoleo del giurista Luca da Penne.
Tornò diverse volte a Roma: nel 1620 fu inviato dalla città di Penne per risolvere un contrasto con Atri per la sede della diocesi; nel 1622 per la canonizzazione dei santi Isidoro di Madrid, Ignazio di Loyola, Francesco Saverio, Filippo Neri e Teresa d'Avila e per il matrimonio di Nicola Ludovisi, nipote di Gregorio XV. Celebrò entrambi gli eventi in Cantici e Inni per la Canonizzazione di cinque Santi e in Epitalamio per le nozze d'Isabella Gesualdi e di Nicola Lodovisi.

## Opere principali
- Adnotationes Alphabeticae ex Universa Medicina Extractae, Roma, 1587;
- La Raffaella, Roma, 1588;
- Nella morte dell'Illustrissimo Cardinal Farnese, Roma, Tito e Paolo Diani fratelli, 1589;
- Nella creatione di Nostro Signore Papa Clemente VIII, canzone, Roma, appresso Ascanio, & Girolamo Donangeli, 1592;
- Rime, I, Chieti, appresso Isidoro Facij, Pasqual Gallo, et Carlo Vullietto compagni, 1596;
- (LA) Muzio Pansa, De osculo ethnicae. Et christianae philosophiae, Teate, apud Isidorum Facium, 1601. URL consultato il 15 luglio 2019.
- Muzio Pansa, Vago, e dilettevole Giardino di varie Lettioni..., Roma, appresso Giacomo Mascardi, 1608. URL consultato il 15 luglio 2019.
- Delle vite de' Santi Padri, Roma 1608;
- Regole pe' confratelli della R. Confraternita del SS. Rosario e del SS. Nome di Gesù della città di Penne, redatte nel 1613 e stampate a Chieti nel 1725.